# Иерархия объектов Active Directory

В данном списке представлены объекты LDAP-совместимой реализации службы каталогов Active Directory.

## Структурные объекты
- Сервер — компьютер, выполняющий определённые роли в домене.
- Контроллер домена — сервер, хранящий каталог и обслуживающий запросы пользователей к каталогу. Помимо хранения данных контроллер домена может выступать в качестве одной из FSMO-ролей.
- Домен — минимальная структурная единица организации Active Directory.
- Дерево доменов — иерархическая система доменов, имеющая единый корень (корневой домен).
- Лес доменов — множество деревьев доменов, находящихся в различных формах доверительных отношений.

## Административные объекты
- Контейнер - объект- контейнер для хранения других объектов. Не может выступать в качестве объекта применения политик, прав доступа.
- Организационная единица (OU) — объект-контейнер для хранения других объектов. Может выступать в качестве объекта применения политик, прав доступа, но не может выступать в качестве субъекта доступа (то есть возможно выдать права для всех пользователей из данной OU, но невозможно выдать права на доступ к каким-либо ресурсам самой OU).
- Контейнер и организационная единица отличаются иконкой в оснастке пользователи и компьютеры.

## Контролируемые объекты
- Компьютер — рабочая станция или сервер, входящие в домен.
- Пользователь — учётная запись, от имени которой выполняются программы на компьютерах.
- Группа — объект-контейнер для других объектов. В отличие от организационной единицы, может быть самостоятельным субъектом доступа при проверке прав доступа к какому-либо объекту (иными словами, можно разрешить доступ к какому-нибудь ресурсу для всех пользователей, включенных в группу, путем предоставления прав к ресурсу непосредственно данной группе; в случае с организационной единицей права потребовалось бы предоставить всем пользователям, включенным в OU).
- Групповая политика — набор правил, применяемых к объектам. Групповая политика назначается группе (или, как частный случай любому объекту, который может быть включён в группу — пользователю, компьютеру), организационной единице или узлу.

## Топологические объекты
- Узел (англ. site) — группа серверов, объединённая локальной сетью (высокоскоростными надёжными линиями).